# Ocnaea
Ocnaea is een vliegengeslacht uit de familie van de spinvliegen (Acroceridae).

## Soorten
- O. auripilosa Johnson, 1923
- O. boharti Schlinger, 1983
- O. coerulea Cole, 1919
- O. gloriosa (Sabrosky, 1943)
- O. helluo Osten Sacken, 1877
- O. loewi Cole, 1919
- O. magna (Walker, 1849)
- O. sequoia Sabrosky, 1948
- O. smithi Sabrosky, 1948
- O. xuthogaster Schlinger, 1961